# Balanță Gouy

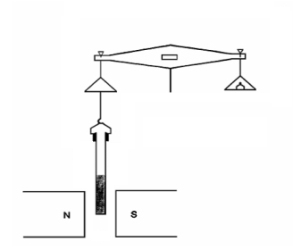
Schema unei balanțe Gouy

Balanța Gouy este un dispozitiv pentru măsurarea susceptibilității magnetice a unui material.